# Neravnotežna termodinamika
Neravnotežna termodinamika je grana termodinamike koja se bavi fizičkim sistemima koji nisu u termodinamičkoj ravnoteži, ali se mogu opisati u smislu promenljivih (neravnotežnog stanja) koje predstavljaju ekstrapolaciju promenljivih koje se koriste za specificiranje sistema u termodinamičkom ekvilibrijumu. Neravnotežna termodinamika se bavi procesima transporta i brzinama hemijskih reakcija. Ona se oslanja na ono što se može smatrati manje-više blizinom termodinamičke ravnoteže. Neravnotežna termodinamika je rad u toku, a ne uspostavljeno stanje.
Skoro svi sistemi koji se javljaju u prirodi su izvan termodinamičkog ekvilibrijuma; jer se menjaju ili mogu biti podstaknuti da se vremenom promene i kontinuirano i diskontinuirano podležu fluksu materije i energije ka i od drugih sistema i usled hemijskih reakcija. Neki sistemi i procesi su, međutim u korisnom smislu dovoljno blizo termodinamičke reavnoteže da ih je moguće dovoljno precizno opisati koristeći trenutno poznatu neravnotežnu termodinamiku. Uprkos toga, mnogi prirodni sistemi i procesi će uvek ostati daleko izvan dosega metoda neravnotežne termodinamike. Razlog za to je veoma mala veličina atoma u odnosu na makroskopske sisteme.
Termodinamičko izučavanje neravnotežnih sistema zahteva opštije koncepte od onih koji se koriste u ravnotežnoj termodinamici. Jedna fundamentalna razlika između ravnotežne i neravnotežne termodinamike leži u ponašanju nehomogenih sistema, za čije izučavanje je neophodno poznavanje brzina reakcija što nije neophodno pri opisivanju ravnotežne termodinamike homogenih sistema. Još jedna fundamentalna i veoma važna razlika su teškoće ili nemogućnost, u opštem slučaju, definisanja entropije u datom trenutku u makroskopskim smislu za sisteme koji nisu u termodinamičkoj ravnoteži. To se može uraditi, uz izvesne aproksimacije, jedino za pažljivo izabrane specijalne slučajeve, naime one za koje se veruje da su u lokalnom termodinamičkom ekvilibrijumu.

## Literatura
- Callen, H.B. (1960/1985) (16. 1. 1991). Thermodynamics and an Introduction to Thermostatistics. (1st edition 1960) 2nd edition 1985, Wiley, New York. ISBN 978-0-471-86256-7.
- Eu, B.C. (2002). Generalized Thermodynamics. The Thermodynamics of Irreversible Processes and Generalized Hydrodynamics. Kluwer Academic Publishers, Dordrecht. ISBN 978-1-4020-0788-0.
- Glansdorff, P., Prigogine, I. (1971). Thermodynamic Theory of Structure, Stability, and Fluctuations. Wiley-Interscience, London, 1971. ISBN 978-0-471-30280-3.
- Grandy, W.T., Jr (2008). Entropy and the Time Evolution of Macroscopic Systems. Oxford University Press. ISBN 978-0-19-954617-6.
- Gyarmati, I. (1967/1970). Non-equilibrium Thermodynamics. Field Theory and Variational Principles, translated from the Hungarian (1967) by E. Gyarmati and W.F. Heinz, Springer, Berlin.
- Lieb, Elliott H.; Yngvason, Jakob (1999). „The physics and mathematics of the second law of thermodynamics”. Physics Reports. 310 (1): 1—96. Bibcode:1999PhR...310....1L. arXiv:abs/cond-mat/9708200  Проверите вредност параметра |arxiv= (помоћ). doi:10.1016/S0370-1573(98)00082-9.
- Ziegler, Hans (1977). An introduction to Thermomechanics. North Holland. ISBN 978-0-444-11080-0.. Amsterdam.  Second edition . 1983.  978-0-444-86503-8.
- Kleidon, A., Lorenz, R.D., ур. (2005). Non-equilibrium Thermodynamics and the Production of Entropy. Springer, Berlin. ISBN 978-3-540-22495-2.
- Prigogine, I. (1955/1961/1967). Introduction to Thermodynamics of Irreversible Processes. 3rd edition, Wiley Interscience, New York.
- Zubarev D. N. Nonequilibrium Statistical Thermodynamics. New York, Consultants Bureau. ISBN 978-0-306-10895-2.. Zubarev, D. (1974). Nonequilibrium Statistical Thermodynamics. Springer. ISBN 978-0-306-10895-2.
- Keizer, J. (1987). Statistical Thermodynamics of Nonequilibrium Processes. Springer-Verlag, New York. ISBN 978-0-387-96501-7.
- Zubarev D. N.; Morozov, V.; Ropke G. (1996). Statistical Mechanics of Nonequilibrium Processes: Basic Concepts, Kinetic Theory. John Wiley & Sons. ISBN 978-3-05-501708-7.
- Zubarev D. N.; Morozov, V.; Ropke G. (1997). Statistical Mechanics of Nonequilibrium Processes: Relaxation and Hydrodynamic Processes. John Wiley & Sons. ISBN 978-3-527-40084-3.
- Tuck, Adrian F. (2008). Atmospheric turbulence : a molecular dynamics perspective. Oxford University Press. ISBN 978-0-19-923653-4.
- Grandy, W.T., Jr (2008). Entropy and the Time Evolution of Macroscopic Systems. Oxford University Press. ISBN 978-0-19-954617-6.
- Kondepudi, D., Prigogine, I. (1998). Modern Thermodynamics: From Heat Engines to Dissipative Structures. John Wiley & Sons, Chichester. ISBN 978-0-471-97393-5.
- de Groot S.R., Mazur P.. (1984). Non-Equilibrium Thermodynamics. ISBN 978-0-486-64741-8.. (Dover).
- Ramiro Augusto Salazar La Rotta (2011). The Non-Equilibrium Thermodynamics, Perpetual.
- Bustamante, Carlos; Liphardt, Jan; Ritort, Felix (2005). „The Nonequilibrium Thermodynamics of Small Systems”. Physics Today. 58 (7): 43—48. Bibcode:2005PhT....58g..43B. S2CID 54679024. arXiv:cond-mat/0511629 . doi:10.1063/1.2012462.

## Spoljašnje veze
- Stephan Herminghaus' Dynamics of Complex Fluids Department at the Max Planck Institute for Dynamics and Self Organization
- Non-equilibrium Statistical Thermodynamics applied to Fluid Dynamics and Laser Physics - 1992- book by Xavier de Hemptinne.
- Into the Cool - 2005 book by Dorion Sagan and Eric D. Schneider, on nonequilibrium thermodynamics and evolutionary theory.
- Thermodynamics ‘‘beyond local equilibrium